# Ugyops bryanni
Ugyops bryanni är en insektsart som beskrevs av Frederick Arthur Godfrey Muir 1927. Ugyops bryanni ingår i släktet Ugyops och familjen sporrstritar. Inga underarter finns listade i Catalogue of Life.